# Rozhraní (okres Svitavy)
Rozhraní je obec, která se nachází v okrese Svitavy v Pardubickém kraji. Žije zde 307 obyvatel. Rozhraní leží v údolí řeky Svitavy, které se od severu náhle otvírá, mezi kopci Budina (vých., 542 m) a Člup (jz., 519 m). Prochází jí silnice I/43 a železniční trať 260 (Brno – Česká Třebová, zastávka).

## Název
Vesnice získala své jméno podle toho, že se rozkládala na rozhraní, a to jednak Moravy a Čech, jednak českého a německého jazyka. Německé Ros(s)rein vzniklo hláskovou úpravou českého jména.

## Historie
Vznikla spojením dříve samostatných obcí Bradlné, Rozhraní a Vilémov (k. ú. Vilémov u Rozhraní) roku 1950. Obec Bradlné pravděpodobně existovala již kolem roku 1200 (Brlenka?), Vilémov je doložen od roku 1409. Všechny tři jsou zakresleny na Müllerově mapě Moravy z roku 1716 (Brallin, Rosrain, Willimow) i I. (1764–1768), II. (1836–1852 – Bradleny, Rossrein, Willimow) a III. (Bradleny, Rossrein/Rozhraní, Willimow) rakouském vojenském mapování.
„Roku 1839 koupil papírník Krel Glaser v Rozhrání pozemky u řeky Svitavy“, určené pro stavbu papírny, oceněné roku 1845 hodnotou 13 336 zl. V roce 1868 byla v budově přádelna Cecilie Steinerové.
Za druhé světové války součást Protektorátu Čechy a Morava, hranice tzv. Sudet 1 km severně. Ač na historickém území Moravy, při změně státosprávního uspořádání roku 1960 byla začleněna do Východočeského kraje, nyní spadá pod Pardubický kraj.

## Pamětihodnosti
- Farní kostel Povýšení svatého Kříže z roku 1790 v Bradlném[6]
- Nápadně vystupující amfibolitová skaliska, zejména na západní straně.
- Rozsáhlé puklinové jeskyně, veřejnosti nepřístupné.

## Osobnosti
- Boleslav Bárta, psycholog, poslanec, moravista

## Galerie

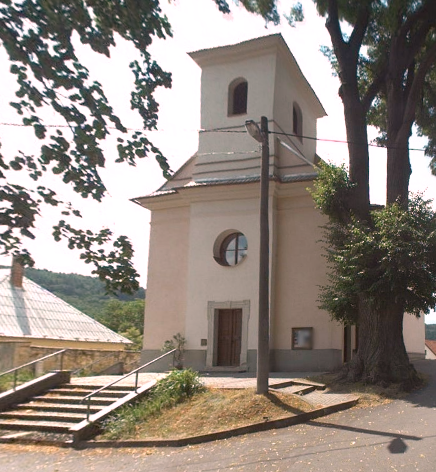
Kostel Povýšení svatého Kříže
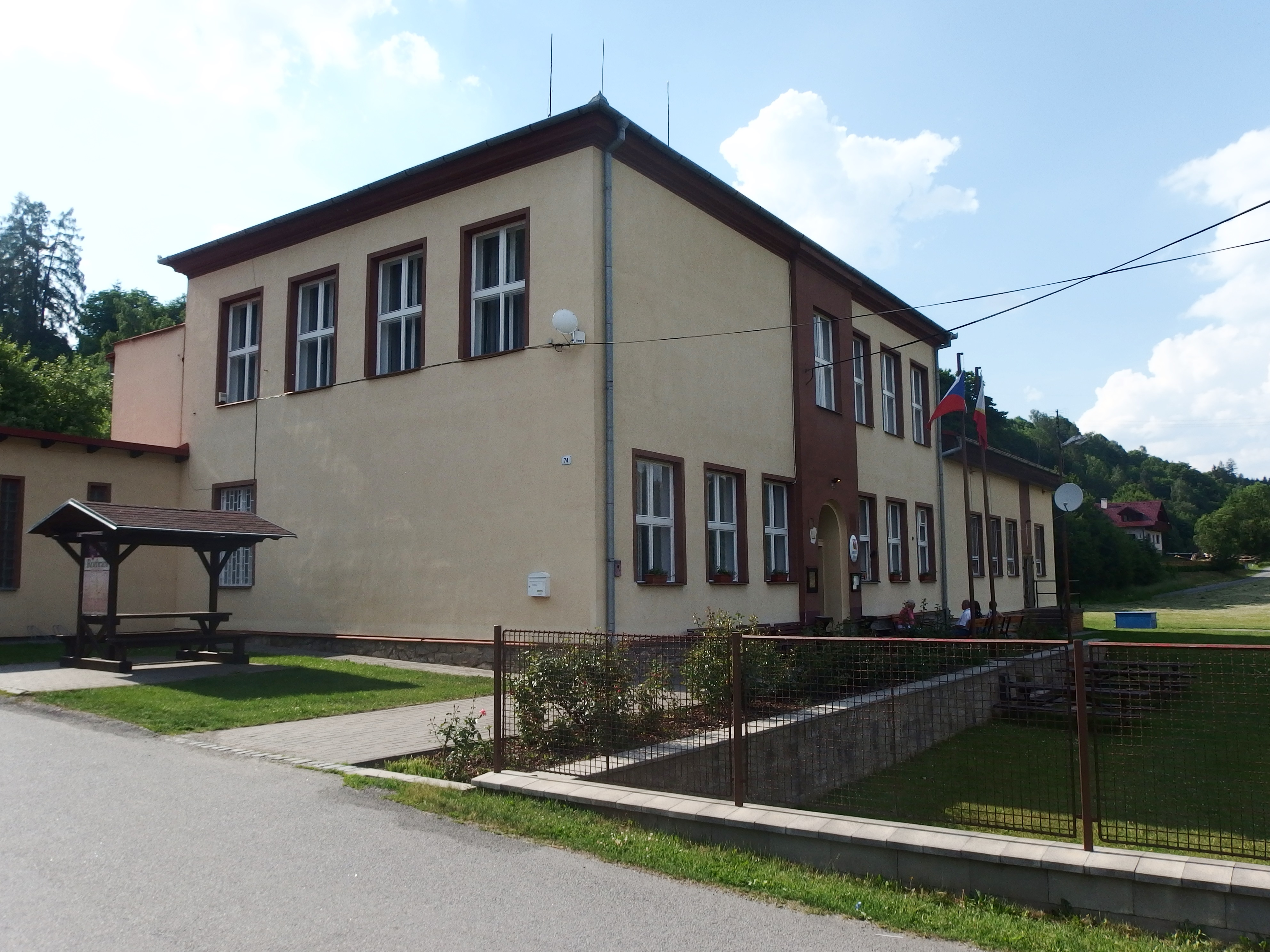
Obecní úřad
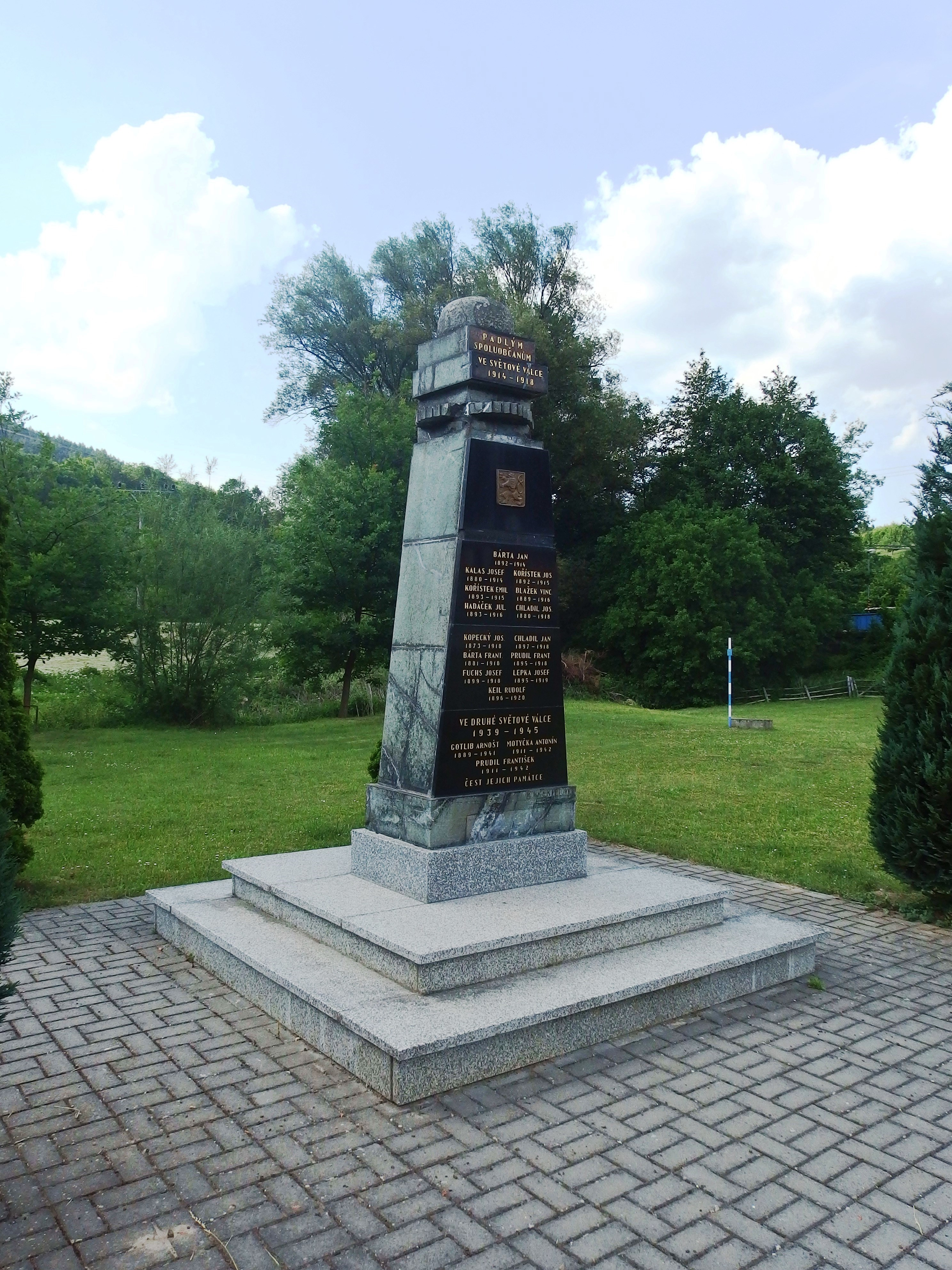
Pomník obětem světových válek
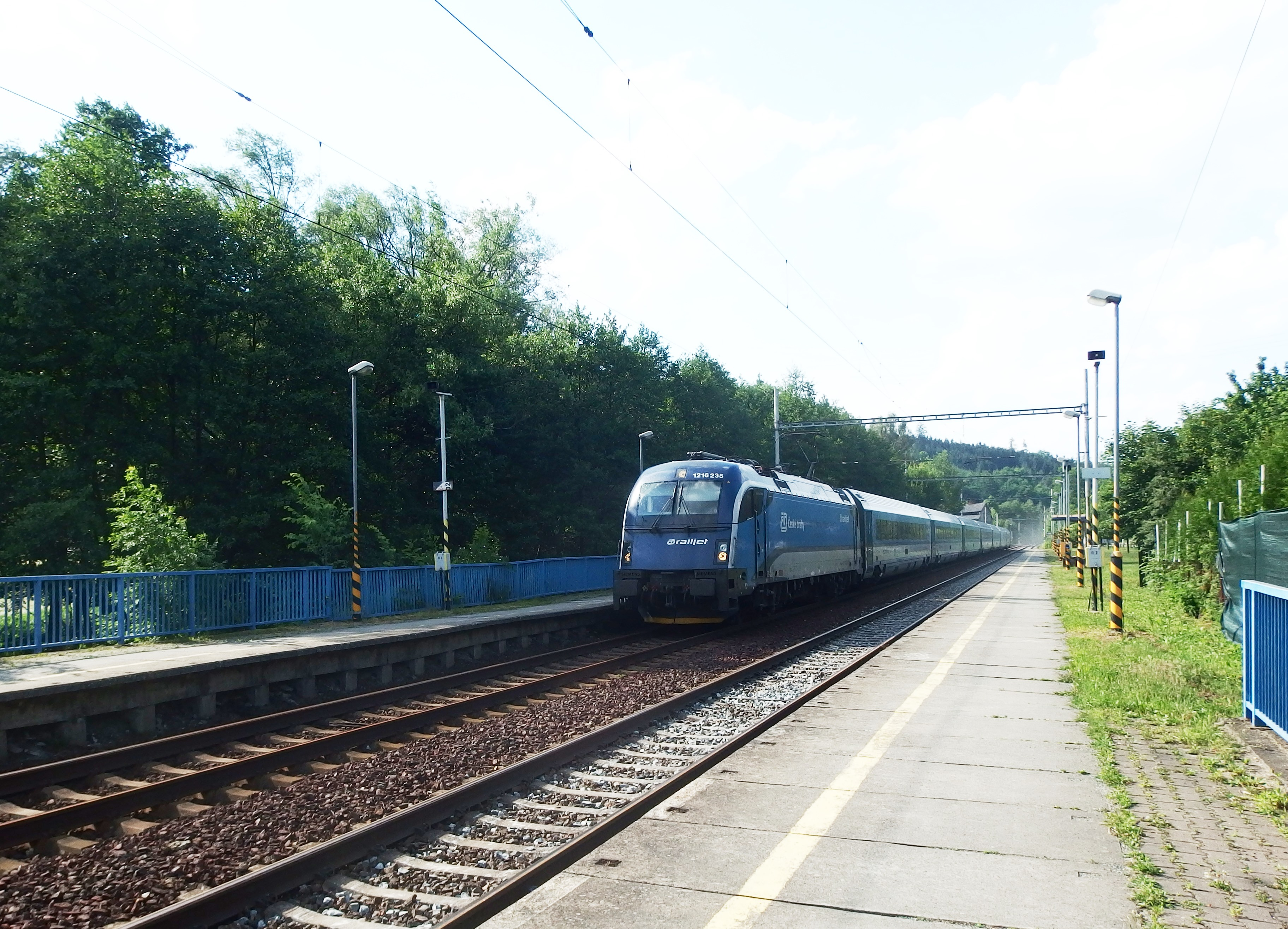
Železniční zastávka